# Campeonato Mundial de Gimnasia Rítmica de 2007

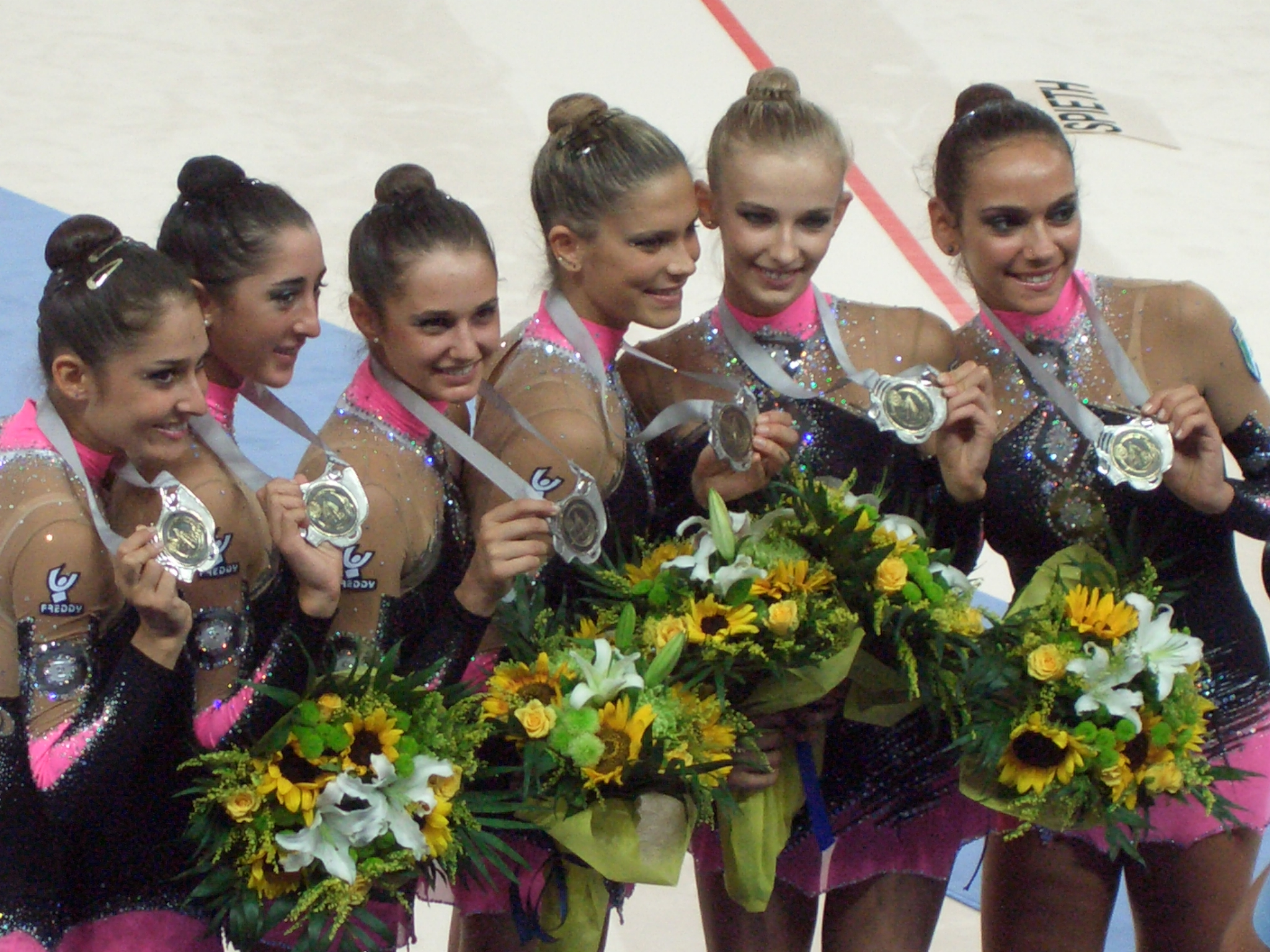
Campeonato Mundial de Gimnasia Rítmica Patras 2007, Medalla de Plata en la Competición General.

El XXVIII Campeonato Mundial de Gimnasia Rítmica se celebró en Patras (Grecia) entre el 16 y el 23 de septiembre de 2007 bajo la organización de la Federación Internacional de Gimnasia (FIG) y la Federación Helénica de Gimnasia.
Las competiciones se llevaron a cabo en el Pabellón Tofalos con capacidad para 6500 espectadores. 

## Países participantes
Participaron en total 302 gimnastas de 50 federaciones nacionales afiliadas a la FIG.
| África (UAG)         | América (PAGU)                                                                   | Asia (AGU)                                                                                                | Europa (UEG) | Oceanía                 |
| -------------------- | -------------------------------------------------------------------------------- | --- | --- | ----------------------- |
| Cabo Verde Sudáfrica | Argentina · Brasil · Canadá · Chile · Cuba · Estados Unidos · México · Venezuela | China · Corea del Sur · Japón · Kazajistán · Kirguistán · Malasia · Tailandia · China Taipéi · Uzbekistán | Alemania · Armenia · Austria · Azerbaiyán · Bielorrusia · Bulgaria · Chipre · Eslovaquia · Eslovenia · España · Estonia · Finlandia · Francia · Georgia · Grecia · Hungría · Israel · Italia · Letonia · Polonia · Portugal · República Checa · Reino Unido · Rusia · Serbia · Suecia · Turquía · Ucrania | Australia Nueva Zelanda |

## Resultados
| Evento                                 | Oro                                    | Plata                             | Bronce                              |
| -------------------------------------- | -------------------------------------- | --------------------------------- | ----------------------------------- |
| Concurso completo ind. (21.09)         | Anna Bessonova · Ucrania · 73,950 pts. | Vera Sesina Rusia 73,900 pts.     | Olga Kapranova Rusia 70,700 pts.    |
| Cuerda (17.09)                         | Vera Sesina Rusia 18,600               | Olga Kapranova Rusia 18,500       | Inna Zhukova · Bielorrusia · 17,900 |
| Mazas (19.09)                          | Olga Kapranova Rusia 18,650            | Anna Bessonova · Ucrania · 18,400 | Vera Sesina Rusia 18,325            |
| Cinta (19.09)                          | Vera Sesina Rusia 18,650               | Anna Bessonova · Ucrania · 18,350 | Alina Kabáyeva Rusia 17,225         |
| Aro (17.09)                            | Olga Kapranova Rusia 18,450            | Vera Sesina Rusia 18,250          | Anna Bessonova · Ucrania · 18,175   |
| Grupo 5 con cuerda (23.09)             | Rusia 17,650                           | Italia · 17,300                   | Bulgaria 17,075                     |
| Grupos 3 con aro + 2 con mazas (23.09) | Rusia 17,525                           | Italia · 17,350                   | Bulgaria 16,975                     |
| Grupos concurso completo (22.09)       | Rusia 35,100                           | Italia · 34,250                   | Bielorrusia · 33,800                |
| Concurso completo por equipos (19.09)  | Rusia 183,050                          | Bielorrusia · 168,775             | Azerbaiyán 163,750                  |

## Medallero
| Núm. | País        | Oro | Plata | Bronce | Total |
| ---- | ----------- | --- | ----- | ------ | ----- |
| 1    | Rusia       | 8   | 3     | 3      | 14    |
| 2    | Ucrania     | 1   | 2     | 1      | 4     |
| 3    | Italia      | 0   | 3     | 0      | 3     |
| 4    | Bielorrusia | 0   | 1     | 2      | 3     |
| 5    | Bulgaria    | 0   | 0     | 2      | 2     |
| 6    | Azerbaiyán  | 0   | 0     | 1      | 1     |
|      | TOTAL       | 9   | 9     | 9      | 27    |

- Datos: Q2731423
- Multimedia: 2007 World Rhythmic Gymnastics Championships / Q2731423